# جوسيسيتو لوبيز
جوسيسيتو لوبيز (بالإنجليزية: Josesito López)‏ مواليد 19 يوليو 1984 في كاليفورنيا، الولايات المتحدة، هو ملاكم محترف أمريكي يصنف ضمن فئة وزن خفيف المتوسط بدأ مسيرته الاحترافية سنة 2003 حيث انتصر في نزاله الأول.

## المسيرة الاحترافية
من نزالاته:
- خسر أمام أندريه برتو بالضربة الفنية القاضية (13-03-2015).
- انتصر على مايك أرناوتيس بقرار فني (13-12-2013).
- خسر أمام ماركوس ميدانا بالضربة الفنية القاضية (08-06-2013).
- خسر أمام ساول ألفاريز بالضربة الفنية القاضية (15-09-2012).

## إحصائيات
خاض خلال مسيرته 45 نزالا، فاز في 36 وخسر في 8. فاز بالضربة القاضية في 19 نزالا.

## روابط خارجية
- جوسيسيتو لوبيز على موقع بوكس ريك (الإنجليزية) (registration required)